# Kovács Ödön (mérnök)
Kovács Ödön (Szabadszállás, 1856. július 22. – Budapest, 1925. június 25.) magyar államvasúti mérnök.

## Élete
1856-ban született Kunszabadszálláson, ahol apja Kovács Zsigmond főjegyző volt, anyja Varga Krisztina. 1857-ben a család Kunszentmiklósra költözött, ahol a gimnázium öt osztályát járta, azután a főreáliskolát Budapesten végezte. 1874-ben a József-műegyetemre iratkozott be, melynek 1879-ig hallatója volt. Az egy évi önkéntesi szolgálat és tiszti vizsga letétele után, 1880 végén a régi szervezetű vasúti és hajózási főfelügyelőség szolgálatába állott és 1881-ben az épülő budapesti-zimonyi vasútvonalon a péterváradi alagút és a hozzácsatlakozó pályaszakasz építésének vezetésével bizatott meg. Innét 1883 tavaszán a magyar királyi államvasutak szolgálatába lépett, ahol I. osztályú mérnök volt a Nyugati pályaudvaron lévő budapest-terézvárosi osztálymérnökséghez beosztva. 1897. május 29-én Budapesten, a Ferencvárosban házasságot kötött a nála kilenc évvel fiatalabb, reichenbergi születésű Watznauer Johannával, Watznauer József és Simon Anna lányával.
Elbeszéléseket írt a Kis Vasárnapi Ujságba és a Gyermekvilágba (1874-75.); a Műegyetemi Lapokba (1877.) ismertette az 1891. kolozsvári arithmetikát.

## Munkái
- Beszélyek az ifjúság számára: Foa Eugenia, Boldog találkozás. M. de Chavannes, Valentin, vagy a pásztorfiú. Bpest, 1874. Két füzet. (Ism. Néptanítók Lapja 171. l.)
- Gyakorlatok a franczia nyelv tanulásához. I. füzet. Uo. 1875.
- Az összekötő vasút pesti oldalán létesített pályamagsítás ismertetése. Uo. 1885. Három tábla rajzzal.
- A mérnöki foglalkozás gyakorlásának törvény útján leendő szabályozása, kapcsolatban a mérnöki kamarákkal. Uo. 1889. (A 3. és 4. sz. munka különnyomat a Magyar Mérnök- és Építész-egylet Közlönyéből.)

Az I. magyar országos technikus kongresszuson az állam szolgálatában alkalmazott technikusok helyzete fölött megindult vitában részt vett és beszéde a kongresszus emlékirataiban.